# Pro illa vice
Pro illa vice (latino, "per quella volta") è un'espressione usata in riferimento ai titoli cardinalizi della Chiesa cattolica. Indica un'eccezione, normalmente nel fatto che una diaconia viene elevata momentaneamente, cioè mentre ne ha il titolo un certo cardinale, al rango di titolo presbiterale.